# Rödvattnet-Majendal
Rödvattnet-Majendal este o arie protejată (arie specială de conservare — SAC, sit de importanță comunitară — SCI, arie de protecție specială avifaunistică — SPA) din Suedia întinsă pe o suprafață de 1.350,5 ha, integral pe uscat.

## Localizare
Centrul sitului Rödvattnet-Majendal este situat la coordonatele 59°29′14″N 12°28′58″E / 59.4872°N 12.4828°E.

## Înființare
Situl Rödvattnet-Majendal a fost declarat arie de protecție specială avifaunistică în decembrie 1996 pentru a proteja 6 specii de animale. Alte tipuri de protecție:
- sit de importanță comunitară (în ianuarie 1997)
- arie specială de conservare (în martie 2011)[1][3][4]

## Biodiversitate
Situată în ecoregiunea boreală, aria protejată conține 4 habitate naturale: Ape stătătoare oligotrofe până la mezotrofe, cu vegetație de Littorelletea uniflorae și/sau de Isoëto-Nanojuncetea, Taiga vestică, Pante stâncoase silicioase cu vegetație casmofită, Mlaștini turboase de tranziție și turbării mișcătoare.
La baza desemnării sitului se află mai multe specii protejate de  păsări (6): ciocănitoare neagră (Dryocopus martius), cufundar polar (Gavia arctica), ciocănitoare verzuie (Picus canus), chiră de baltă (Sterna hirundo), cocoșul de mesteacăn (Tetrao tetrix tetrix),  cocoș de munte (Tetrao urogallus).